# Hüsrev Mehmed Pascha
Hüsrev Mehmed Pascha (geb. 1769; gest. 3. März 1855 in Istanbul), auch Khosrew Pasha und Ḳoca („der Große“) oder Topal Paşa („der Lahme Pascha“) genannt, war ein Großadmiral (ḳapudān-i derya) der Osmanischen Marine, einflussreicher Politiker, und vom 2. Juli 1839 bis 8. Juni 1840 Großwesir des Osmanischen Reiches unter Sultan Abdülmecid I.
Hüsrev Pascha kommandierte als Großadmiral von 1822 bis 1826/27 die osmanische Ägäisflotte im griechischen Unabhängigkeitskrieg (1821–1829). Als Gegenspieler des osmanischen Gouverneurs und späteren Vizekönigs von Ägypten, Muhammad Ali Pascha, spielte er auf osmanischer Seite eine entscheidende Rolle im Konflikt um die unabhängige Herrschaft Muhammad Alis über das seit 1517 osmanisch beherrschte Ägypten. Im Gegensatz zu seinem Konkurrenten am Sultanshof, dem nişancı (Reichskanzler) Mehmet Said Halet Efendi, gelang ihm der Aufstieg zu Macht und Einfluss nicht über zentrale Ämter an der Hohen Pforte, sondern über eine Karriere als Beamter und Militärbefehlshaber in den Provinzen des Osmanischen Reiches. Beide sicherten ihre Machtstellung mittels einer geschickten Klientelpolitik. Über 35 Jahre lang konnte er seine Position am Hof halten und spielte eine entscheidende Rolle bei den Reformen der Sultane Selim III., Mahmud II. und Abdülmecid I.

## Leben

### Wālī von Ägypten
Hüsrev Mehmed war vermutlich abasinischer Herkunft und wurde am Sultanshof erzogen. 1789 wurde er anlässlich der Thronbesteigung Selims III. zum čukhadār ernannt. Er erlangte die Protektion Küçük Hüseyin Paschas. 1801 leitete er mit britischer Unterstützung den Widerstand gegen die französische Invasion Ägyptens unter Napoleon I. In Anerkennung seiner Verdienste wurde er 1802 zum Gouverneur (Wālī) des Eyâlet Ägypten ernannt. Zusammen mit den rumelischen Başı-Bozuk-Söldnern, die zum Kampf nach Ägypten gebracht worden waren, kam auch Muhammad Ali Pascha in das Land. Hüsrev Paschas Versuch, die Söldner ohne Entlohnung zu entlassen und die nach westeuropäischem Vorbild ausgebildeten Korps der Nizâm-ı Cedîd als reguläre Truppe zu etablieren, führte zu einem Söldneraufstand. Diesen nutzte der Mamlukenfürst Ṭahir Pascha aus und zwang Hüsrev Pascha, von Kairo nach Damiette zu fliehen. Im Juli 1803 erlitt er dort eine schwere Niederlage gegen die Mamluken und geriet selbst in Gefangenschaft. Nach Ṭahir Paschas Ermordung verblieben Muhammad Ali Pascha und die Mamluken als die eigentlichen Machthaber in Ägypten. Im Februar 1804 ließ Muhammad Ali Pascha ihn frei; er wurde seines Amtes als Gouverneur enthoben. Nachdem er Ägypten verlassen hatte, war Hüsrev Mehmed Pascha als Gouverneur verschiedener rumelischer Eyâlet tätig, unter anderem des Eyâlet Diyarbakır, Salonika, des Eyâlet Bosnien (1804) und wiederum 1806 Gouverneur von Salonika.

### Großadmiral und Serʿasker
Die militärischen Reformen Selims III. stießen auf den Widerstand der Janitscharen, die ihre politische Machtstellung und wirtschaftlichen Privilegien durch die Reformen gefährdet sahen. Am 29. Mai 1807 stürzten die Janitscharen im Bündnis mit konservativen osmanischen Religionsgelehrten und dem nişancı (Reichskanzler) Mehmet Said Halet Efendi Sultan Selim III. Hüsrev Mehmed Pascha gelang es jedoch, seine politische Stellung zu bewahren. Als Wālī des Eyâlet Silistra war er im Russisch-Türkischen Krieg (1806–1812) zugleich Befehlshaber an der Donaufront. In Anerkennung seiner militärischen Leistungen wurde er 1811 zum Kapudan Pascha der osmanischen Flotte (bis 1818) und anschließend zum Gouverneur des Eyâlet Trebizond ernannt. Als Wali von Erzurum erhielt er als serʿasker den Oberbefehl im Osten mit dem Auftrag, rebellierende Kurdenstämme zu unterwerfen, die den Frieden mit Persien gefährdeten. Sein ungeschicktes Vorgehen dabei führte zur Rebellion des ehemaligen Mutassarryf von Bayezid. Das persische Reich unter Fath Ali Schah nutzte dies aus und annektierte mehrere Grenzstädte.

### Griechische Revolution
Im Dezember 1822, mit dem Ausbruch der Griechischen Revolution, wurde Hüsrev Pascha erneut zum Kapudan Pascha ernannt und sollte die Rebellen in der Ägäis zur See bekämpfen. Unter seinem Kommando eroberte die osmanische Flotte die Insel Kasos und am 3. Juli 1824 die Insel Psara, wobei die Insel verwüstet wurde und etwa 15.000 Einwohner ums Leben kamen oder in die Sklaverei verkauft wurden. Mehrfach scheiterten Versuche Hüsrevs, die Insel Samos zu erobern. Nach der Eroberung von Mesolongi brach ein Machtkampf zwischen Hüsrev und Ibrahim Pascha aus, dem Sohn Muhammad Ali Paschas und Kommandant der ägyptischen Flotte und Landtruppen. Es gelang Ibrahim und Muhammad Ali Pascha Ende 1826 oder Anfang 1827, Hüsrevs Entlassung durchzusetzen. Er behielt jedoch aufgrund seiner Leistungen bei der Armee- und Flottenreform das Vertrauen Sultan Mahmuds und konnte seine Machtposition in der Hauptstadt ausbauen.

### Militärreformen als Kriegsminister
Im Juni 1826 war er maßgeblich an der gewaltsamen Beseitigung des Janitscharenkorps beteiligt. 1827 wurde er zum serʿasker der „neuen Armee“ (Aṣākir-i Manṣūre-i Muḥammedīye) ernannt, die er mit Hilfe westeuropäischer Berater ausbildete. Die von ihm eingerichtete Serʿaskeriye stellt den ersten osmanischen Generalstab dar. Sein politischer Einfluss erlaubte ihm, einen eigenen „Haushalt“ von Protégés zu gründen, die er in wichtigen Ämtern unterbrachte. Im Januar 1829 erreichte er die Absetzung des Großwesirs Mehmed Selim Paschas und die Berufung seines früheren Sklaven und Schützlings Reşid Mehmed Pascha in dieses Amt (bis 1833).
Im Konflikt mit Muhammad Ali Pascha, der im Russisch-Osmanischen Krieg (1828–1829) bis nach Anatolien vorgedrungen war und die Hauptstadt Istanbul bedrohte, lud Hüsrev Pascha westeuropäische Militärberater ein, darunter Helmuth von Moltke d. Ä. Diese Zeit stellt den Höhepunkt seines Einflusses am Sultanshof dar. Er besetzte zahlreiche Ämter mit seinen Schützlingen und festigte seine Stellung am Hof durch deren Verheiratung mit Sultanstöchtern. Im Januar 1837 wurde er auf Betreiben zweier eigener Protegés aus dem Amt des serʿaskers entlassen, im Juni 1837 wurde sein Rivale Mustafa Reşid Pascha zum Außenminister ernannt. Schon im März 1838 wurde er jedoch zum Leiter der Reformbehörde (medjlis-i wālā) ernannt. Er leitete die Verhandlungen mit Muhammad Ali Pascha, dessen Heer unter Ibrahim Pascha am 24. Juni 1839 in der Schlacht von Nizip ein osmanisches Heer geschlagen hatte.

### Großwesir
Nach dem Tod Mahmuds II. 1839 erhob Hüsrev Pascha öffentlich gegen den amtierenden Großwesir Mehmed Emin Rauf Pascha Anspruch auf dessen Amt. Die innenpolitische Initiative ergriff diesmal jedoch Außenminister Mustafa Reşid Pascha, der 1839 maßgeblich am Erlass des Hatt-ı Şerif von Gülhane beteiligt war. Dieses Edikt leitete im Osmanischen Reich die Reformperiode der Tanzimat ein. 1840 wurde Hüsrev Mehmed Pascha auf Betreiben Reşid Paschas wegen Korruption angeklagt und am 8. Juni 1840 nach Tekirdağ verbannt. Schon 1841 berief ihn Sultan Abdülmecid zurück nach Istanbul und ernannte ihn 1846 erneut zum Oberbefehlshaber. Wiederum gelang es ihm, wichtige Ämter mit seinen Parteigängern zu besetzen. Unter seiner Leitung wurde die Militärakademie von Küçük Taksim eröffnet. Großwesir Reşid Pascha erreichte jedoch seine Absetzung und Entfernung aus allen Ämtern. Am 3. März 1855 starb Hüsrev Mehmet Pascha in Istanbul.

## Trivia
Als Gouverneur des Eyâlet Bosnien spielt Hüsrev Mehmed Pascha eine Rolle in Ivo Andrićs Roman Travnička hronika (dt. Wesire und Konsuln, 1942): „Um dieselbe Zeit traf der neue Wesir, Husref Mehmed-Pascha, in Travnik ein und brachte Verehrung für Napoleon und Interesse für alles mit, was französisch war, und zwar, wie die Travniker fanden, in weit größerem Maße, als es sich für einen Osmanen und Statthalter des Sultans gehörte.“